# Cinnamomum paraneuron
Cinnamomum paraneuron är en lagerväxtart som beskrevs av Friedrich Anton Wilhelm Miquel. Cinnamomum paraneuron ingår i släktet Cinnamomum och familjen lagerväxter. Inga underarter finns listade i Catalogue of Life.